# زاویه دووجهی
زاویه دووجهی (به انگلیسی: digedral angle)، زاویه‌ای است در محل تقاطع دو صفحه یا نیم-صفحه. در شیمی، این زاویه، زاویه‌ای در جهت ساعتگرد بین نیم-صفحاتی است که از دو دسته اتم‌های سه-تایی گذشته، به طوری که دو اتم در محل اشتراک این صفحات واقع شده‌اند. در هندسه فضایی، این زاویه به صورت اجتماعی از یک خط و دو نیم-صفحه قرار دارد که ضلع مشترکشان همین خط مذکور می‌باشد. در ابعاد بالاتر، یک زاویه دووجهی نمایانگر زاویه بین دو ابرصفحه است. صفحات یک هواپیما را دارای زاویه دووجهی مثبت گویند هرگاه هردو صفحات اصلی راست و چپ (استاربورد و پورت) در جهت محور جانبی و به سمت بالا شیب پیدا کرده باشند. هنگامی که این صفحات به سمت پایین متمایل شوند، گفته می‌شود که دارای زاویه دووجهی منفی‌اند.

زاویه بین دو نیم-صفحه (سبز) در صفحه سومی با رنگ صورتی که خط را در زوایای قائمه قطع می‌کند.